# صندوق الازهار

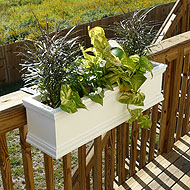
Flower box attached to a garden railing

صندوق الزهور Flower box هو نوع من الصناديق على شكل زارع أو صندوق يوضع عادة في الهواء الطلق ويستخدم لعرض النباتات والزهور الحية ، ولكن يمكن استخدامه أيضًا لزراعة الأعشاب أو النباتات الأخرى الصالحة للأكل.
عادة ما يتم وضعها أو لصقها في مكان يسهل الوصول إليه حتى يتمكن ساكن المنزل من العمل بسهولة مع النباتات الموجودة في الحاوية. يمكن تثبيت صندوق الزهور أسفل النافذة ودعمه في مكانه بواسطة أقواس على الحائط أدناه ، وفي هذه الحالة قد يطلق عليه صندوق النافذة. يمكن أيضًا استخدام صناديق الزهور لصف الأسطح، والباحات، والشرفات، والخطوات، والأرصفة ويمكن حتى تعليقها من الدرابزين.
يمكن استخدام الخشب والطوب والمعدن والألياف الزجاجية والـ PVC الخلوي في إنشاء صناديق الزهور ، مع كون الخشب مادة كلاسيكية مفضلة. تدوم الحاوية الخشبية النموذجية من 3-5 سنوات قبل أن تظهر عليها علامات التعفن. يمكن أن تدوم أحيانًا مع الطلاء والصيانة من 10 إلى 15 عامًا. تتميز الألياف الزجاجية بكونها خفيفة الوزن ومقاومة للحشرات. بولي كلوريد الفينيل عبارة عن بلاستيك بديل للخشب مقاوم للعفن ، وغالبًا ما يستخدم في المنازل لمنع التعفن أو تلف الجوانب.
في بعض الأحيان يتم وضع صندوق داخل نافذة المطبخ لزراعة الأعشاب أو غيرها من المستلزمات للطاهي مثل حديقة مطبخ مصغرة يسهل الوصول إليها.

## انظر ايضا
- أصيص
- بستنة حضرية
- Container garden
- List of gardening topics
- أصيص النافذة
- زراعة النوافذ
- أصيص النافذة